# Марчик, Георгий Оскарович
Георгий Оскарович Марчик (27 октября 1929 , Стодоличи, БССР — 30 января 2016) — российский, советский писатель, издатель, журналист.

## Биография
Выпускник Ростовского педагогического института.
Возглавив журнал «Сельская молодёжь» с января 1964 года, был одним из первых, кто начал активно печатать «шестидесятников» — Е. Евтушенко, Б. Окуджаву, Н. Рубцова, Ю. Казакова, а также М.Булгакова,  Ю. Нагибина, Ф. Искандера, В. Шаламова, зарубежных писателей, среди которых А. Миллер, Д. Стейнбек, Р. Фрост, С. Лем, А. Кристи, и многих других. Был инициатором и ответственным за выпуск «Библиотеки подвига и приключений», приложения к журналу «Сельская молодёжь» в пяти томах (первые 2 тома). При Марчике тираж журнала «Сельская молодёжь» с 1964 по март 1966 год вырос в 3,5 раза — со 100 000 до 350 000 экземпляров.
По представлению работника сектора печати ЦК ВЛКСМ О. Попцова в апреле 1966 года был уволен с работы с формулировкой «за допущенные ошибки», был фактически «выброшен на улицу».

Олег Попцов… Пришёл в ЦК ВЛКСМ заместителем заведующего отделом пропаганды и агитации и вскоре устроил разгром редакции «Сельской молодёжи». На бюро ЦК ВЛКСМ Попцов выступал с докладом о грубых ошибках в журнале «Сельская молодёжь». В чём состояли ошибки? Опубликовали «Десять негритят» Агаты Кристи, опубликовали стихи Евгения Евтушенко, опубликовали «откровенные» фотоснимки. И всё.

…спихнул с поста главного редактора Георгия Марчика. Он сам из Ростова. У него, конечно, были перегибы в публикации снимков откровенно сексуального плана, чрезмерная увлечённость детективами. Но по нынешним временам это всё, конечно, мелочи. А тогда Попцов выступил как высокоидейный большевик. Сместив главного редактора, он закрыл амбразуру, придя вместо него на его место.— Александр Гаврилов, бывший сотрудник аппарата ЦК ВЛКСМ и ЦК КПСС
С 1967 по 1971 год — Первый секретарь Союза журналистов Москвы.
Будучи заместителем главного редактора журнала «Крокодил» (1976—1979), Георгий Марчик продолжал поддерживать авторов. Так, в номере 12 за 1977 год на развороте он опубликовал поэму «Чудо со щеглом» Арсения Тарковского со своим предисловием.
Член Союза писателей СССР с 1976 года. Автор повестей и рассказов (в том числе сатирических), общий тираж книг около полумиллиона экземпляров. Награждён Золотым значком OIJ (Международной организации журналистов).
С 1988 по 1994 год сотрудничал с Московским клубом афористики.

## Некоторые книги
- 1969 «Трудный Роман» / 1976 2-е изд. — повесть
- 1973 «Макизар из Брянских лесов» — повесть
- 1975 «Игрушечный король» — авт. сборник: Б-ка «Крокодила»
- 1978 «Наследник фаворитки» / 1980 2-е изд. — повесть
- 1978 «Некриминальная история» — авт. сборник: Б-ка «Крокодила»
- 1979 «Такие короткие зимние дни» — авт. сборник: повести
- 1982 «Урок хороших манер» [Рассказы, фельетоны, сказки] — М.: Правда, 47 с. — Б-ка «Крокодила»
- 1987 «Субботним вечером в кругу друзей» — авт. сборник: рассказы, повести
- 1992 «Маленькая золотая штучка». Любовные истории — авт. сборник